# Муміне Муртаза
Муміне Муртаза, у шлюбі Муртаза-Карабаш (крим. Mümine Murtaza; нар. 1931, Привітне, Крим — пом. 12 лютого 2024, Крим, Україна) — учасниця кримськотатарського національного руху, поетеса, багатодітна мати, нагороджена орденом «Материнська слава» ІІ ступеня.

## Біографія
Муміне Муртаза народилася у 1931 році в селі Ускют (Привітне) в Криму в сім'ї садівника. Її батько загинув під час німецької окупації Криму.
У 1944 році Муміне з сестрою радянська влада депортувала в Узбекистан, їхню матір — на Урал. Матері вдалося знайти доньок, але через місяць вона померла від голоду.
У 1954 році Муміне одружилася з Рустемом Карабашем з села Малий Маяк, старшим лейтенантом, що був розвідником під час війни.
У 1968 році з чоловіком та сімома дітьми (2 сини і 5 доньок) спробувала повернутися в Крим. Певний час вони буквально жили у сквері Перемоги в Сімферополі. Таким чином вони разом з іншими кримськими татарами, які шукали можливість оселитися на власній землі, намагались привернути увагу радянської влади до своєї проблеми. Проте зазнали переслідувань і були змушені покинути півострів. Їх знову депортували до Узбекистану, однак через 12 днів вони повернулися. Родина жила в аеропортах, парках, на вокзалі, у знайомого у Красноперекопському районі. Певний час жили навіть у землянці, яку викопав чоловік. У 1970 році Муміне народила восьму дитину, сина Ватана (з кримськотатарської — «батьківщина»). Після 1987 року Муміне Муртаза-Карабаш з сім'єю нарешті повернулася до рідного Ускюта, придбавши там старий кримськотатарський будинок.
3 серпня 2018 року у центрі Сімферополя син Муміне Муртази-Карабаш, Ватан, учасник «галявини протесту» з масиву «Стрілецька» підпалив себе на знак протесту проти дій окупаційної влади зі знищення кримськотатарського селища. «Галявини протесту» — це громадський рух з метою отримання і легалізації земельних ділянок у Криму для репатріантів, які повернулися на батьківщину. Муміне Муртаза була учасницею «Галявини протесту» з 2006 року.
Муртаза-Карабаш писала вірші.
Померла в лікарні окупованого росіянами Криму вранці 12 лютого 2024 року. Мала 16 онуків та 15 правнуків.

## Вшанування пам'яті
Одна з робіт художниці Алевтини Кахідзе називається «Муміне Муртаза-Карабаш». Робота представлена на виставці «Ломикамінь», присвяченій жіночому спротиву окупації в Криму. На відкритті виставки художниця зауважила, що кожна людина кримськотатарського народу знає імʼя Муміне Муртази-Карабаш.